# Mina (deutsche Sängerin)
Mina (* 4. Oktober 1993 in München) ist eine deutsche Sängerin. Über ein privates Video auf Videoplattformen wie MyVideo erlangte sie Bekanntheit und wurde daraufhin von Warner Music Germany unter Vertrag genommen.

## Biographie
In ihrer Heimatstadt München besuchte sie eine private Internationale Schule. Im Alter von 13 Jahren stellte sie sich in einem bei Augsburg gelegenen Tonstudio vor, woraufhin Mina den von den Produzenten bereits fertiggestellten Song How the Angels Fly einsingen durfte. Zusätzlich wurde ein Video produziert, welches auf Plattformen wie MyVideo und YouTube zu Popularität gelangte. Das Video zu How the Angels Fly wurde auf MyVideo bereits über 5 Millionen Mal angesehen und ist das am häufigsten gesehene Video in dem Videoportal. Warner Music Germany nahm Mina unter Vertrag und veröffentlichte den Titel am 16. November 2007 als Single. Das Album Learn to Fly erschien am 14. Dezember 2007.
Ihre Single „I Will Not Let You Down“ wurde erstmals bei Viva Neu gespielt; das Lied war in Deutschland der offizielle Song zum Film Juno und wurde dort im Abspann gespielt. Das Musikvideo zeigt unter anderem Szenen aus dem Film.
Seit Mai 2008 moderiert Mina für die Jugendzeitschrift Mädchen die Sendung Mädchen.tv.

## Diskografie

### Alben
- 2007: Learn to Fly

### Singles
- 2007: How the Angels Fly
- 2008: I Will Not Let You Down

## Auszeichnungen
- 2008: Radio Regenbogen Award – Internet Award 2007
- 2008: DIVA-Award – Web-Artist of the Year